# Palazzo Minetti
Il Palazzo Minetti (in spagnolo: Palacio Minetti) è uno storico edificio commerciale di Rosario in Argentina.

## Storia
L'edificio, progettato dagli architetti José Gerbino, Luis Schwarz e Juan Bautista. Durand, venne costruito su commissione di Domingo Minetti, un imprenditore attivo nell'industria dei cereali e dell'olio come sede della sua azienda, la Minetti y Compañía. I lavori di costruzione vennero completati nel 1931.

## Descrizione
L'edificio, situato nel centro di Rosario, presenta uno stile Art déco. Il tetto dell'edificio è contraddistinto da una piramide sulla cui cima trova spazio un gruppo scultoreo con due figure femminili con in mano una pannocchia ciascuna.

## Galleria d'immagini

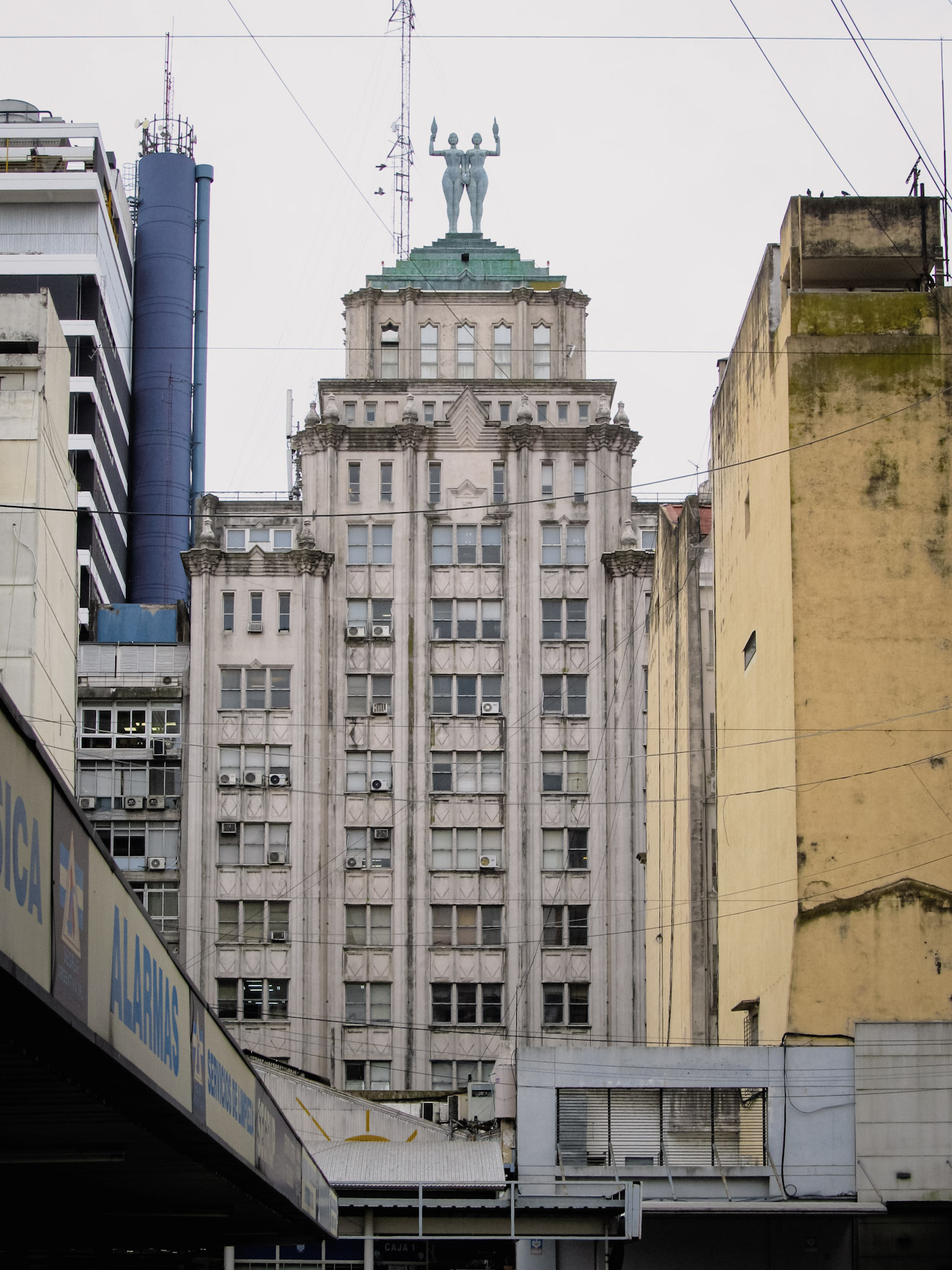
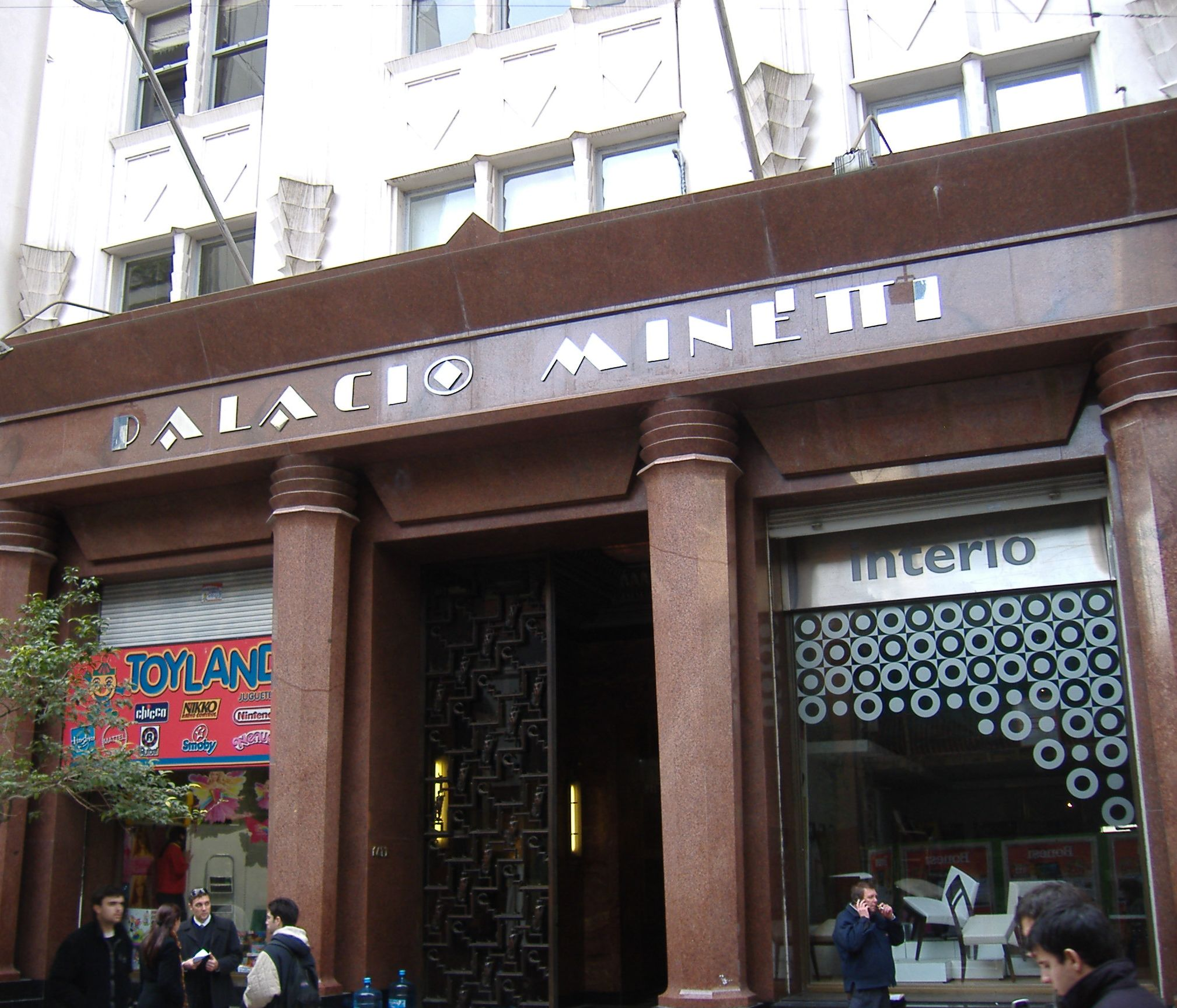
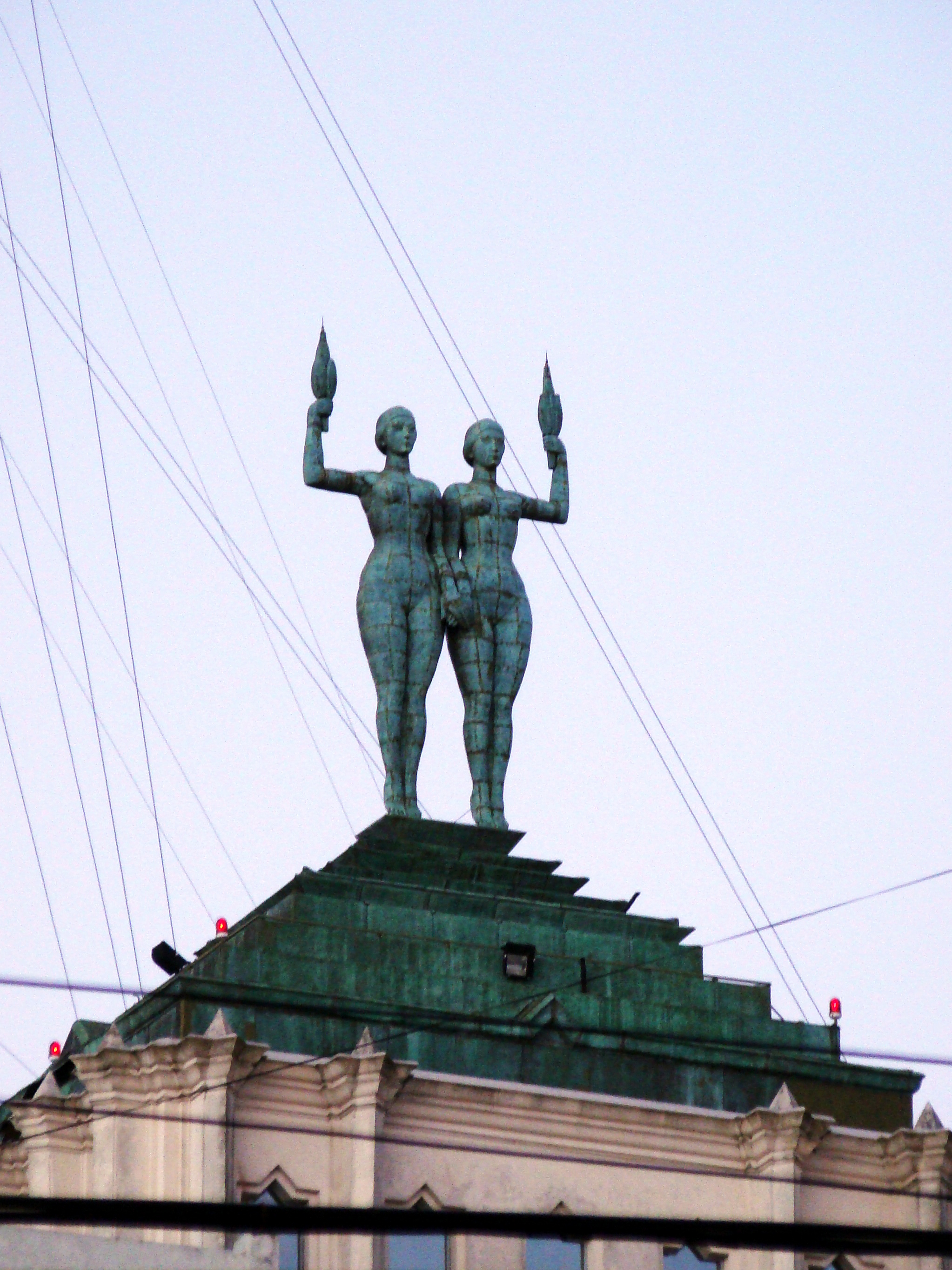